# Air Laos Commerciale
Air Laos Commerciale war eine 1958–1965 in Indochina operierende, von Bonaventure „Rock“ Francisci betriebene, Fluggesellschaft, deren wichtigstes Frachtgut Opium und dessen Derivate waren. Es war die bedeutendste unter vier in dieser Region von korsischen Gangstern betriebenen Chartergesellschaften („Air Opium“) der 1950–60er Jahre.

## Entwicklung
Nach dem Rückzug der französischen Luftwaffe 1954 bestand in Indochina kaum noch Luftverkehr. Die Basis der Gesellschaft war der Wattay-Flughafen der laotischen Hauptstadt Vientiane. Zu dieser Zeit erforderte die Landung auf laotischen Flugplätzen – die oft nur in den Dschungel gehackte Pisten waren – eine Genehmigung, die den Flug als réquisition militaire auswies. Diese Anforderungen wurden von der laotischen Luftwaffe unter Kommando Ouane Rattikone erteilt, deren Kommandeure am Profit beteiligt wurden.
Die Konkurrenten der Air Laos Commerciale erlitten nach 1960 sämtlich Unfälle oder wurden verhaftet. René „Babal“ Enjabal, der seine eigene „Air Force“ betrieben hatte, wurde 1959 angestellter Pilot. Francisci war auch dem damals in Frankreich führenden  Guerini-Syndikat in Marseille eng verbunden.

### Fracht und Flugbetrieb
Ngo Dinh Nhu, Bruder und Berater des südvietnamesischen Präsidenten Ngo Dinh Diem, hatte sich entschlossen, um die Mittel zur Unterdrückung der bewaffneten Aufstände gegen das Regime zu erlangen, den bis 1955 staatlich organisierten, dann verbotenen, Rauschgiftverkauf wieder aufleben zu lassen. Ab 1958 bediente er sich zur Beschaffung der Chartergesellschaften („Air Opium“), die als einzige in der Lage waren zuverlässig Transporte zur Verfügung zu stellen. Direkt verhandelte er nur mit Bonaventure Francisci, dem er für seine Opium-Transporte, ab 1958, freies Geleit zusicherte. Um 1960 sammelten die Piloten in der Saison auf Buschflugplätzen im nördlichen Laos täglich 300–600 kg Rohopium zum Weitertransport ein. Die Transporter vom Nord-Osten Laos’ warfen ihre Fracht über dem südlichen Cochinchina, Kambodscha und dem Golf von Thailand gezielt ab.
Insofern die Fluggesellschaft auch legitime Fracht befördert hatte, brach dieses Geschäft weg, nachdem im Oktober 1962 ein über Thailand abgefangener Pilot gestanden hatte, er habe Opium über dem Meer abgeworfen, was ihm eine 6-wöchige Haftstrafe einbrachte. Der Verdienst Francisci’s für die zielgenaue Lieferung von 600 kg dürfte 1962 um US$ 20000 gelegen haben, ein Pilot erhielt einen Stundenlohn von $ 15.
Als der laotische Generalstabschef Ouane Rattikone den Opiumexport und die Heroinproduktion nach der politischen Umorganisation von 1965 auf eigene Rechnung zu organisieren begann, wurde die Gesellschaft aus dem Geschäft gedrängt. Die Opiumtransporte übernahm Air America, die Tarngesellschaft der CIA.

## Flotte
1962: 3 zweimotorige Beechcraft C-45F bezw. C-18S:
1. Beech C-18S (Seriennr. 3896), Kennzeichen: XW-PAG gekauft von Air Laos, als: XW-TBF Feb. 1963–1965
2. Beech C-18S (Seriennr. 6812), Kennzeichen: XW-TBD 1962–1965
3. Beech C-45F-BH (Seriennr. 8467), Kennzeichen: 1944 ursprünglich eine USAAF-Maschine (Nr. 87208), verkauft als F-OAOF, seit 1962 XW-TBC